# Cas il·latiu
El cas il·latiu és un cas gramatical que indica lloc cap al qual o a dins del qual hom es dirigeix. Està present en llengües com el finès (en finès, el cas il·latiu rep diversos sufixos, el més comú dobla la última vocal i afegeix -n), estonià (-sse), hongarès, alguns dialectes del sami i en lituà oral (amb tendència a desaparèixer). Aquest cas està en contrast amb altres casos locatius, com l'elatiu o l'ablatiu.
Els altres casos locatius en finès són:
- cas inessiu
- cas elatiu
- cas adessiu
- cas al·latiu
- cas ablatiu